# Hervormde kerk (Niawier)
De Hervormde kerk is een kerkgebouw in Niawier in de Nederlandse provincie Friesland. De kerk is een rijksmonument.

## Beschrijving
De zaalkerk met driezijdig gesloten koor en rondboogvensters staat op een terp en is gebouwd uit kloostermoppen van de vorige kerk. In de geveltoren met ingesnoerde spits een mechanisch torenuurwerk. Boven de ingang aan de noordzijde staat op een gevelsteen dat de eerste steen is gelegd door Cornelis Bosman op 19 april 1678. Uit dit jaar is ook de preekstoel. Het interieur wordt gedekt door een tongewelf. In 1817 is de kerk gerestaureerd. Het orgel uit 1818 is gemaakt door J.A. Hillebrand. In 1997 zijn tijdens restauratiewerkzaamheden enkele grafstenen uit de zeventiende eeuw opgedoken. Deze zijn in het middenpad van de kerk geplaatst.

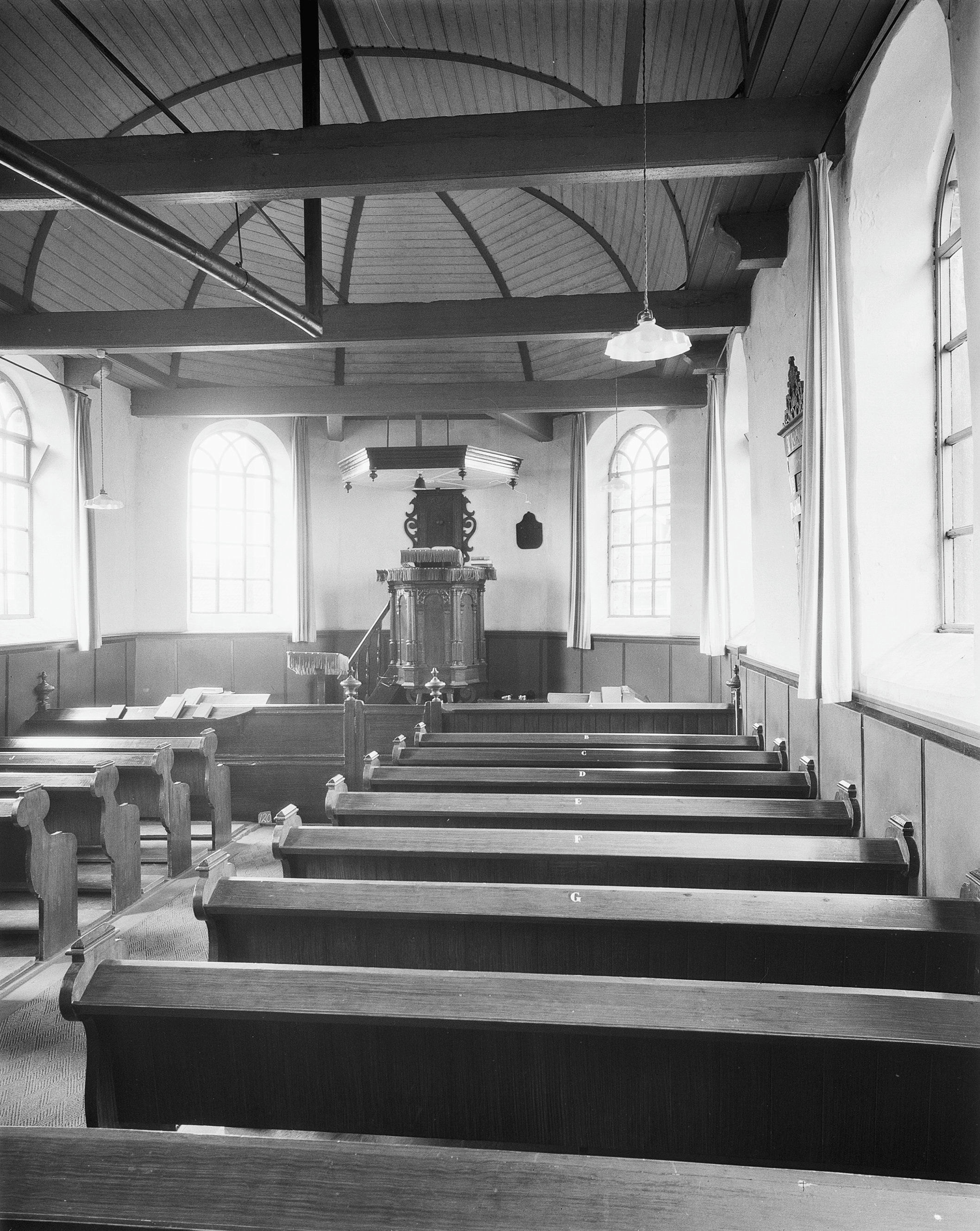
Interieur met preekstoel (1959)
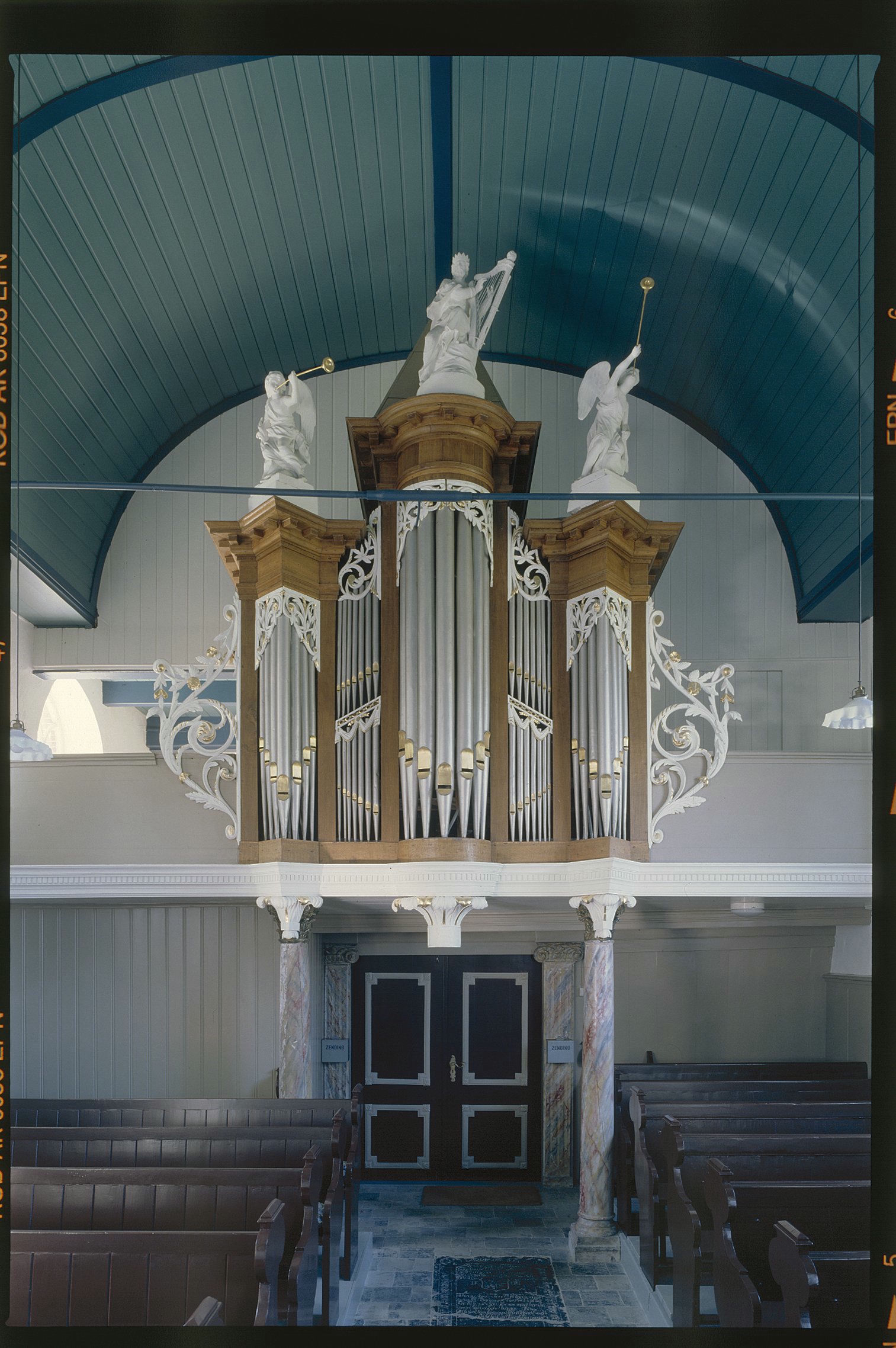
Interieur met orgel (1999)